# Shields (hrabstwo Dodge)
Shields – miasto w Stanach Zjednoczonych, w stanie Wisconsin, w hrabstwie Dodge.